# Устнена съгласна
Устнени съгласни (лабиални консонанти) са съгласни, при които едната или двете устни участват в учленяването. Те обаче не включват езично-устнените съгласни, при които върхът на езика доближава или допира вътрешната страна на горната устна: те се смятат за предноезични съгласни.
Двете най-често срещани видове устнени съгласни са двубърнените, учленявани с двете устни, и устнено-зъбните, учленявани чрез доближаване или допиране на долната устна към горните зъби. Други устнени съгласни включват зъбно-устнените, учленявани чрез доближаване или допиране на горната устна към долните зъби, обратното на устнено-зъбните съгласни.
В българския език преградните съгласни /п/ и /б/ и носовата /м/ са двубърнени, а проходните /ф/ и /в/ са устнено-зъбни. Двубърнени проходни и двубърнени приблизителни съгласни не съществуват в българския, но се срещат в много други езици. Например испанската съгласна изписвана с b или v, когато е между гласни, се произнася като звучна двубърнена приблизителна съгласна.
Заоблянето на устните (лабилизация) е често срещана особеност, наподобяваща приблизителна съгласна. Английската /w/ например е звучна лабилизирана заднонебна приблизителна съгласна. В кавказките езици лабилизирани средноезични съгласни като /kʷ/ и /qʷ/ са много често срещани.
В много малко езици обаче се прави разлика между двубърнени и устнено-зъбни съгласни, затова „устнени“ обикновено е достатъчно описание за съответните фонеми в езика. В евенския език (говорен в Гана, Того и Бенин) се прави разлика между двата вида устни съгласни. Той съдържа двата вида проходни съгласни, въпреки че устнено-зъбните се образуват с по-голяма учленителна сила.
Езици, в които отсъстват устнени съгласни, са някои северноамерикански езици, включително ирокезките езици с изключение на черокския език.